# Essas Deliciosas Mulheres
Essas Deliciosas Mulheres é um filme brasileiro de 1979 dirigido por Ary Fernandes.

## Sinopse
O filme narra a história de uma mulher que se apaixona por um bem-sucedido empresário, mas que logo após largar o marido, ela flagra seu novo amor nos braços de uma ninfeta. Desiludida, ela parte para o Rio de Janeiro a fim de espairecer, cidade na qual ela finalmente encontra a felicidade e se realiza sexualmente.

## Elenco
- Claudio D'Oliani
- Zélia Diniz
- André Filho
- Ana Grimaldi
- Claudete Joubert
- Ana Maria Kreisler como Cristina
- Ruy Leal
- Felipe Levy
- Paulo Ramos como Jorge
- Mii Saki como a massagista